# نسبت‌سنج هوا–سوخت
نسبت‌سنج هوا–سوخت (به انگلیسی: Air–fuel ratio meter) دستگاهی است که نسبت سوخت و هوا در موتورهای درون‌سوز محاسبه می‌کند. این سامانه ولتاژ خروجی از حسگر اکسیژن (که به آن حسگرلامبدا هم گویند) که از سنسور باریک یا سنسور پهن اکسیژن دریافت می‌کند. در گذشته از حسگر‌های باریک اکسیژن در ده ۷۰ و ۸۰ میلادی استفاده شد ولی در سالهای اخیر از سنسور پهن اکسیژن که البته گرانتر هم هست استفاده می‌کنند.